# Tilman von Brand
Tilman von Brand (* 1974 in Kappeln) ist ein deutscher Fachdidaktiker.

## Leben
Nach dem Abitur 1994 in Erlangen studierte er von 1994 bis 2000 Deutsch und Sozialkunde für das Lehramt an Gymnasien an der TU Berlin. Nach dem Referendariat (2002–2004) in Osnabrück (2. Staatsexamen) war er von 2004 bis 2009 Studienrat in Herne. Er war von 2009 bis 2013 wissenschaftlicher Assistent am Lehrstuhl für Didaktik der deutschen Sprache und Literatur (Lehrstuhlinhaber Dieter Wrobel) in Würzburg. Seit 2013 ist er Professor für Didaktik der deutschen Sprache und Literatur in Rostock.
Seine Forschungsschwerpunkte sind Individualisierung – Differenzierung – Inklusion im Deutschunterricht, Bildungsmedien im/für den Deutschunterricht, historisch-politisches Lernen im Deutschunterricht, Methodik des Deutschunterrichts und Geschichte des Deutschunterrichts in der DDR.